# Tantaliden
Mit Tantaliden (bzw. Pelopiden oder auch Atriden) bezeichnet man in der griechischen Mythologie die Familie des Tantalos (bzw. Pelops oder auch Atreus), zu der etwa Agamemnon, Iphigenie und Orestes gehören.
Als Tantalos gegen die Götter gefrevelt hatte, zog er damit einen Fluch über sein Haus – den Tantalidenfluch oder Atridenfluch.

## Genealogie
Wesentliche Mitglieder der Familie sind (die Einrückungen bedeuten eine Eltern-Kind-Beziehung in der Senkrechten, Geschwister haben folglich die gleiche Flucht in der Senkrechten):
1. Tantalos verheiratet mit Dione (oder Euryanassa)
  1. Niobe, verheiratet mit Amphion, ihre Nachkommen sind die Niobiden
    1. 7 Söhne (von Apollon getötet), 7 Töchter (von Artemis getötet)
    2. Amyklas
    3. Chloris, verheiratet mit Neleus
      1. 11 Söhne
      2. Pero, verheiratet mit Bias
      3. Nestor verheiratet mit Anaxibia
        1. Antilochos

      4. Hyrmine, verheiratet mit Phorbas
        1. Augeias
          1. Eurytos

        2. Triops
        3. Astydameia (II), verheiratet mit Kaukon
          1. Lepros

        4. Aktor, verheiratet mit Molione
          1. Eurytos (II), verheiratet mit Tiraiphone
            1. Thalpios

          2. Kteatos, verheiratet mit Theronike
            1. Amphimakos

          3. Polymela, Geliebte des Peleus

  2. Broteas
    1. Tantalos (II), verheiratet mit Klytämnestra
      1. 1 Sohn

  3. Daskylos, Sohn des Tantalos
    1. Lykos
      1. Daskylos, Sohn des Lykos

    2. Priolas

  4. Pelops, verheiratet mit 1. Hippodameia und 2. Axioche (Astyoche)
    1. Atreus, verheiratet mit 1. Kleola und 2. Aërope
      1. Pleisthenes (II) (mit 1.)
      2. Agamemnon, verheiratet 1. mit Klytämnestra; 2. Kassandra war seine Sklavin, 3. Chryseis seine Geliebte
        1. Iphigenie
        2. Orestes (mit 1.), verheiratet mit 1. Hermione und 2. Erigone
          1. Tisamenos (mit 1.)
            1. Kometes
            2. Daimes
            3. Sparton
            4. Tellis
            5. Leontomenes

          2. Penthilos (mit 2.)
            1. Gras
            2. Archelaos

        3. Elektra, verheiratet mit Pylades
          1. Medon
          2. Strophios (II)

        4. Chrysothemis
        5. Teledamos (mit 2.)
        6. Pelops (II) (mit 2.)
        7. Chryses (II) (mit 3.)

      3. Menelaos (mit 2.), verheiratet mit 1. Helena und 2. Geliebter von Pieris
        1. Hermione (mit 1.), verheiratet mit Orestes
        2. Pleisthenes (IV) (mit 1.)
        3. Meraphios (mit 1.)
        4. Aithiolas (mit 1.)
        5. Nikostratos (mit 2.)
        6. Megapenthes (mit 2.)

      4. Anaxibia (mit 2.), verheiratet mit König Strophios von Phokis
        1. Pylades, verheiratet mit Elektra

    2. Thyestes, 1. verheiratet mit Naiade und 2. Geliebter von Aërope
      1. Kallileon (mit 1.)
      2. Aglaos (mit 1.)
      3. Archomaos (mit 1.)
      4. Pelopeia (mit 2.), „Geliebte“ von Thyestes
        1. Aigisthos, Geliebter von Klytämnestra
          1. Aletes
          2. Erigone, verheiratet mit Orestes
          3. Helena (III)

      5. Pleisthenes (III) (mit 2.)
      6. Tantalos (III) (mit 2.)

    3. Pittheus
      1. Aithra, 1. verheiratet mit Aigeus und 2. Geliebte von Poseidon
        1. Theseus, verheiratet mit 1. Phaidra und Geliebter von 2. Antiope und 3. Perigune
          1. Akamas (mit 1.), verheiratet mit Laodike
            1. Munitos

          2. Demophon (mit 1.), verheiratet mit Phyllis
          3. Hippolytos (mit 2.)
          4. Melanippos (mit 3.)
            1. Ioxos

    4. Alkathoos, verheiratet mit Euaichme
      1. Perioboia, verheiratet mit Telamon
      2. Automedusa, verheiratet mit Iphikles
      3. Iphinoe
      4. Ischepolis
      5. Kallipolis

    5. Pleisthenes (I)
    6. Hippalkos
    7. Kopreus
    8. Epidauros
    9. Dias
    10. Kynosuros
    11. Argeios
    12. Hippasos
    13. Korinthios
    14. Helinos
    15. Antibia
    16. Nikippe, verheiratet mit Stenelos
      1. Alkyone (I)
      2. Iphis
        1. Euadne
        2. Eteokles

      3. Eurystheus
        1. Perimedes
        2. Mentor
        3. Eurybios
        4. Iphimedon
        5. Alexandros
        6. Eurypylos

    17. Eurydike
    18. Lysidike, verheiratet mit Mestor
      1. Hippothoe, Geliebte von Poseidon
        1. Taphios
          1. Pterelaos

    19. Astydameia, verheiratet mit Alkaios
      1. Amphitryon, verheiratet mit Alkmene
        1. Iphikles, verheiratet Automedusa
          1. Iolaos, verheiratet mit Megara
          2. Iope (nicht von Automedusa)

        2. Sohn
          1. Keyx
            1. Hippasos
            2. Hylas
            3. Themistonoe, verheiratet mit Kyknos

    20. Skiron
      1. Endeis, verheiratet mit Aiakos
        1. Telamon, verheiratet mit 1. Periboia und 2. Hesione
          1. Ajax der Große (von 1.), Tekmessa war seine Sklavin und Geliebte
            1. Eurysakes
              1. Philaios

          2. Trambelos (von 2.)
          3. Teukros (von 2.)

        2. Peleus, 1. verheiratet mit Polymela und 2. Geliebter von Thetis
          1. Achilles (von 2.), Geliebter von 1. Helena und 2. Deidameia
            1. Neoptolemos (von 2.), Andromache war seine Sklavin

Genealogie des Agamemnon

              1. Pielos
              2. Pergamos

    21. Archippe
    22. Chrysippos (von 2)